# Синус
Синус (лат. sinus — «пазуха») — тригонометрична функція кута. Визначення синусу гострого кута в контексті прямокутного трикутника: для заданого кута, є відношенням довжини катета, що є протилежним даному куту, до довжини найдовшої сторони трикутника (гіпотенузи).
У загальнішому випадку, визначення синуса (та інших тригонометричних функцій) може бути розширене до значення дійсного числа, що належить до довжини певного відрізка в одиничному колі. Більш складні сучасні визначення задають синус як нескінченний ряд або як розв'язок деяких диференційних рівнянь, що дозволяє їх розширення до довільних додатних і від'ємних значень і навіть до комплексних чисел.
Функція синуса зазвичай застосовується в моделюванні періодичних явищ, таких як звукові і світлові хвилі, позиції і швидкості гармонічних коливань, інтенсивності сонячного світла і довжини для, коливань середньої температури в період року.
Функція синус має зв'язок у своєму походженні до функцій джа і коті-джа, що використовувалися в період Гупта в Індійській астрономії (Ар'ябхатія, Сур'я Сіддханта), шляхом перекладу із санскриту на арабську мову, а потім з арабської на латинь. Слово «синус» походить від неправильного перекладу на латину арабського джиба, яке є транслітерацією слова на санскриті, що означало половину хорди, джа-ардха. Таблиця синусів містить числові значення функції синусу.

## Визначення в контексті прямокутного трикутника

Для кута α, функція синусу задає відношення довжини протилежного до кута катету до довжини гіпотенузи,

При визначенні тригонометричних функцій для гострого кута α, беруть будь-який прямокутний трикутник який містить кут α; на відповідному малюнку, це геометричний кут A в трикутнику ABC, який має значення α. Три сторони трикутника мають назви:
- протилежний катет це сторона протилежна обраному куту, в даному випадку це сторона a.
- гіпотенуза це сторона протилежна прямому куту, в даному випадку це сторона h. Гіпотенуза завжди є найдовшою стороною прямокутного трикутника.
- прилеглий катет- сторона що залишилась, в даному випадку це сторона b. Це сторона, яка одночасно прилягає до вибраного кута (кут A) і до прямого кута трикутника.

У визначеному трикутнику, синус кута дорівнює довжині протилежного катету поділеному на довжину гіпотенузи (інші тригонометричні функції можуть визначатися аналогічним способом; наприклад, косинус кута є відношенням довжин прилеглого катету до гіпотенузи).
Як уже зазначалося, значення функції sin(α) залежить від вибраного прямокутного трикутника, який містить в собі кут величиною α. Однак, це не є важливим: оскільки всі такі трикутники є подібними, і співвідношення сторін буде однакове в усіх таких трикутниках.

## В контексті одиничного кола

Ілюстрація одиничного кола. Радіус якого дорівнює 1. Змінна t задає значення Кута.

В тригонометрії, одиничне коло це коло з радіусом один і з центром в початку координат (0, 0) декартової системи координат.
Нехай існує довільна пряма через початок координат, яка утворює кут θ із додатною частиною осі x, і перетинає одиничне коло. x- і y-є координатами точки перетину прямої і кола, які дорівнюють cos θ і sin(θ), відповідно. Відстань від точки до початку координат завжди дорівнює 1.
На відміну від визначення в контексті прямокутного трикутника або кута нахилу, використовуючи одиничне коло значення кута можуть бути розширені до повного набору дійсних аргументів. В такому випадку функція синуса є періодичною.
Одиничне коло є в основі принципу побудови координатного транспортиру. При безперервному обертанні кута навколо своєї осі на 360 градусів можна бачити як координата транспортира зміщується по осі Y від -1 до 1. На осі Y в одиничному колі розміщені значення функції синуса.

Анімація показує як функція синусу (червона) із значень y-координати (червона точка), що змінюється при окреслені точкою одиничного кола (зелена), і значення кута θ задаються радіанах.

## Тотожності
Точні тотожності (застосовуються до радіан): Застосовуються до всіх значень кута {\displaystyle \theta }.
{\displaystyle \sin(\theta )=\cos \left({\frac {\pi }{2}}-\theta \right)={\frac {1}{\csc(\theta )}}}

### Обернені
оберненим числом для синусу є косеканс, тобто обернене число для sin(A) записується як csc(A), або cosec(A). Косеканс задає відношення довжини гіпотенузу до довжини протилежного катету:
{\displaystyle \csc(A)={\frac {1}{\sin(A)}}={\frac {\textrm {hypotenuse}}{\textrm {opposite}}}={\frac {h}{a}}.}

### Зворотні функції

Головні значення функції arcsin(x) зображені на декартовій площині. Arcsin є зворотньою функцією від синусу.

Зворотньою функцією для синусу є арксинус (позначається як arcsin або asin) або обернений синус (sin-1). Оскільки синус не має ін'єктивного відображення, арксинус не є точною зворотньою функцією, а є частковою зворотньою функцією. Наприклад, sin(0) = 0, але також і sin(π) = 0, sin(2π) = 0 і так далі. Звідси випливає, що функція арксинус багатозначна: arcsin(0) = 0, але також і arcsin(0) = π, arcsin(0) = 2π, і т. д.. Коли необхідно мати одне визначене значення, функція може бути обмежена до її головної області значень. Виходячи з цього обмеження, для кожного значення x в усій області значень, вираз arcsin(x) прийматиме лише одне значення, яке називається його головним значенням.
{\displaystyle \theta =\arcsin \left({\frac {\text{opposite}}{\text{hypotenuse}}}\right)=\sin ^{-1}\left({\frac {a}{h}}\right).}
k є деяким цілим значенням:
{\displaystyle {\begin{aligned}\sin(y)=x\ \Leftrightarrow \ &y=\arcsin x+2\pi k,{\text{ or }}\\&y=\pi -\arcsin(x)+2\pi k\end{aligned}}}
або у вигляді одного рівняння:
{\displaystyle \sin(y)=x\ \Leftrightarrow \ y=(-1)^{k}\arcsin(x)+\pi k}
Arcsin задовольняє рівнянням:
{\displaystyle \sin(\arcsin(x))=x\!}
і
{\displaystyle \arcsin(\sin(\theta ))=\theta \quad {\text{for }}-{\frac {\pi }{2}}\leq \theta \leq {\frac {\pi }{2}}.}

### Обчислення
Для функції синус:
{\displaystyle f(x)=\sin(x)\,}
Похідною є:
{\displaystyle f'(x)=\cos(x)\,}
Первісною функції є:
{\displaystyle \int f(x)\,dx=-\cos x+C},
де C позначає сталу інтегрування.

### Зв'язок із іншими тригонометричними функціями

Функції синусу і косинусу можуть бути зв'язані між собою різними виразами. Ці дві функції відрізняються фазою в 90°: = для всіх кутів x. А також, похідною функції sin(x) є cos(x).

Будь-яку тригонометричну функцію можна виразити через інші тригонометричні функції (з урахуванням знаків плюс та мінус у різних чвертях або за допомогою знакової функції (sgn)).
Через інші тригонометричні функції синус можна виразити наступним чином:
|       | f θ                           | З використанням плюса/мінуса (±)                                           | З використанням плюса/мінуса (±) | З використанням плюса/мінуса (±) | З використанням плюса/мінуса (±) | З використанням плюса/мінуса (±) | З використанням функції (sgn) |
| f θ = | f θ                           | ± по чвертям                                                               | ± по чвертям                     | ± по чвертям                     | ± по чвертям                     | f θ =                            | |
| f θ = | f θ                           | I                                                                          | II                               | III                              | IV                               | f θ =                            | |
| ----- | ----------------------------- | -------------------------------------------------------------------------- | -------------------------------- | -------------------------------- | -------------------------------- | -------------------------------- | --- |
| cos   | {\displaystyle \sin(\theta )} | {\displaystyle =\pm {\sqrt {1-\cos ^{2}(\theta )}}}                        | +                                | +                                | −                                | −                                | {\displaystyle =\operatorname {sgn} \left(\cos \left(\theta -{\frac {\pi }{2}}\right)\right){\sqrt {1-\cos ^{2}(\theta )}}}                         |
| cos   | {\displaystyle \cos(\theta )} | {\displaystyle =\pm {\sqrt {1-\sin ^{2}(\theta )}}}                        | +                                | −                                | −                                | +                                | {\displaystyle =\operatorname {sgn} \left(\sin \left(\theta +{\frac {\pi }{2}}\right)\right){\sqrt {1-\sin ^{2}(\theta )}}}                         |
| cot   | {\displaystyle \sin(\theta )} | {\displaystyle =\pm {\frac {1}{\sqrt {1+\cot ^{2}(\theta )}}}}             | +                                | +                                | −                                | −                                | {\displaystyle =\operatorname {sgn} \left(\cot \left({\frac {\theta }{2}}\right)\right){\frac {1}{\sqrt {1+\cot ^{2}(\theta )}}}}                   |
| cot   | {\displaystyle \cot(\theta )} | {\displaystyle =\pm {\frac {\sqrt {1-\sin ^{2}(\theta )}}{\sin(\theta )}}} | +                                | −                                | −                                | +                                | {\displaystyle =\operatorname {sgn} \left(\sin \left(\theta +{\frac {\pi }{2}}\right)\right){\frac {\sqrt {1-\sin ^{2}(\theta )}}{\sin(\theta )}}}  |
| tan   | {\displaystyle \sin(\theta )} | {\displaystyle =\pm {\frac {\tan(\theta )}{\sqrt {1+\tan ^{2}(\theta )}}}} | +                                | −                                | −                                | +                                | {\displaystyle =\operatorname {sgn} \left(\tan \left({\frac {2\theta +\pi }{4}}\right)\right){\frac {\tan(\theta )}{\sqrt {1+\tan ^{2}(\theta )}}}} |
| tan   | {\displaystyle \tan(\theta )} | {\displaystyle =\pm {\frac {\sin(\theta )}{\sqrt {1-\sin ^{2}(\theta )}}}} | +                                | −                                | −                                | +                                | {\displaystyle =\operatorname {sgn} \left(\sin \left(\theta +{\frac {\pi }{2}}\right)\right){\frac {\sin(\theta )}{\sqrt {1-\sin ^{2}(\theta )}}}}  |
| sec   | {\displaystyle \sin(\theta )} | {\displaystyle =\pm {\frac {\sqrt {\sec ^{2}(\theta )-1}}{\sec(\theta )}}} | +                                | −                                | +                                | −                                | {\displaystyle =\operatorname {sgn} \left(\sec \left({\frac {4\theta -\pi }{2}}\right)\right){\frac {\sqrt {\sec ^{2}(\theta )-1}}{\sec(\theta )}}} |
| sec   | {\displaystyle \sec(\theta )} | {\displaystyle =\pm {\frac {1}{\sqrt {1-\sin ^{2}(\theta )}}}}             | +                                | −                                | −                                | +                                | {\displaystyle =\operatorname {sgn} \left(\sin \left(\theta +{\frac {\pi }{2}}\right)\right){\frac {1}{\sqrt {1-\sin ^{2}(\theta )}}}}              |

Всі рівняння, в яких використовуються знаки плюс/мінус (±), мають додатні значення для кутів в першій чверті.
Основний зв'язок між синусом і косинусом може виражатися у вигляді Тригонометричної тотожності Піфагора:
{\displaystyle \cos ^{2}(\theta )+\sin ^{2}(\theta )=1\!}
де sin2x означає (sin(x))2.

## Властивості пов'язані із чвертями

Чотири чверті Декартової системи координат.

В рамках чотирьох чвертей функція синусу має наступні властивості.
| Чверть     | Градуси                                     | Радіани                                    | Значення                     | Знак              | Монотонність | Опуклість |
| ---------- | ------------------------------------------- | ------------------------------------------ | ---------------------------- | ----------------- | ------------ | --------- |
| 1-а чверть | {\displaystyle 0^{\circ }<x<90^{\circ }}    | {\displaystyle 0<x<{\frac {\pi }{2}}}      | {\displaystyle 0<\sin(x)<1}  | {\displaystyle +} | зростаюча    | увігнута  |
| 2-а чверть | {\displaystyle 90^{\circ }<x<180^{\circ }}  | {\displaystyle {\frac {\pi }{2}}<x<\pi }   | {\displaystyle 0<\sin(x)<1}  | {\displaystyle +} | спадна       | увігнута  |
| 3-а чверть | {\displaystyle 180^{\circ }<x<270^{\circ }} | {\displaystyle \pi <x<{\frac {3\pi }{2}}}  | {\displaystyle -1<\sin(x)<0} | {\displaystyle -} | спадна       | опукла    |
| 4-а чверть | {\displaystyle 270^{\circ }<x<360^{\circ }} | {\displaystyle {\frac {3\pi }{2}}<x<2\pi } | {\displaystyle -1<\sin(x)<0} | {\displaystyle -} | зростаюча    | опукла    |

Точки на межах чвертей. k є цілим числом.
| Градуси                      | Радіани {\displaystyle 0\leq x<2\pi } | Радіани                                  | {\displaystyle \sin(x)} | Тип точки              |
| ---------------------------- | ------------------------------------- | ---------------------------------------- | ----------------------- | ---------------------- |
| {\displaystyle 0^{\circ }}   | {\displaystyle 0}                     | {\displaystyle 2\pi k}                   | {\displaystyle 0}       | Корінь, Точка перегину |
| {\displaystyle 90^{\circ }}  | {\displaystyle {\frac {\pi }{2}}}     | {\displaystyle 2\pi k+{\frac {\pi }{2}}} | {\displaystyle 1}       | Максимум               |
| {\displaystyle 180^{\circ }} | {\displaystyle \pi }                  | {\displaystyle 2\pi k-\pi }              | {\displaystyle 0}       | Корінь, Точка перегину |
| {\displaystyle 270^{\circ }} | {\displaystyle {\frac {3\pi }{2}}}    | {\displaystyle 2\pi k-{\frac {\pi }{2}}} | {\displaystyle -1}      | Мінімум                |

Чверті одиничного кола і функції sin x, у Декартовій системі координат.

Для аргументів, яких нема в цій таблиці, значення задані із урахуванням, що функція синусу є періодичною із періодом 360° (або 2π радіан): {\displaystyle \sin(\alpha +360^{\circ })=\sin(\alpha )}, або {\displaystyle \sin(\alpha +180^{\circ })=-\sin(\alpha )}.
А також {\displaystyle \cos(x)={\frac {e^{xi}+e^{-xi}}{2}}} і {\displaystyle \sin(x)={\frac {e^{xi}-e^{-xi}}{2i}}}.
Для доповнення синусу, маємо {\displaystyle \sin(180^{\circ }-\alpha )=\sin(\alpha )}.